# 木田駅
木田駅（きだえき）は、愛知県あま市木田道下にある、名古屋鉄道（名鉄）津島線の駅である。駅番号はTB03。

## 概要
旧海部郡美和町内にある唯一の駅で旧美和町の中心市街地にあり、甚目寺駅と共にあま市を代表する駅である。利用者も多いため全ての旅客列車が停車する。manacaが利用できる。2001年（平成13年）10月1日から2008年（平成20年）6月28日までの間は特急も停車していた。その後､2008年（平成20年）12月27日のダイヤ改正で特急が復活して再び停車駅となった。

## 歴史
開業当初は現在地より西方200mの位置にあり、駅舎もなく枕木を並べたホームがあるだけだった。現在地に移転したのは開業半年後のことである。
- 1914年（大正3年）1月23日 - 開業。
- 1974年（昭和49年） - 急行停車駅になる[2]。
- 1980年（昭和55年） - ホーム延伸[2]。
- 1981年（昭和56年）9月16日 - 跨線橋完成[3]。
- 2001年（平成13年）10月1日 - 特急停車駅に昇格。その後2008年6月29日に廃止された。
- 2005年（平成17年）7月14日 - トランパス導入。
- 2008年（平成20年）12月27日 - 再び、特急停車駅になる。
- 2010年（平成22年）12月1日 - 南口駅舎完成[4]。
- 2011年（平成23年）2月11日 - ICカード乗車券「manaca」供用開始。
- 2012年（平成24年）2月29日 - トランパス供用終了。
- 2018年（平成30年）
  - 1月 - 駅舎の改築工事に着工[5]。
  - 11月30日 - 駅舎の改築が完成[5]。
- 2023年（令和5年）12月23日 - 終日無人化[6]。

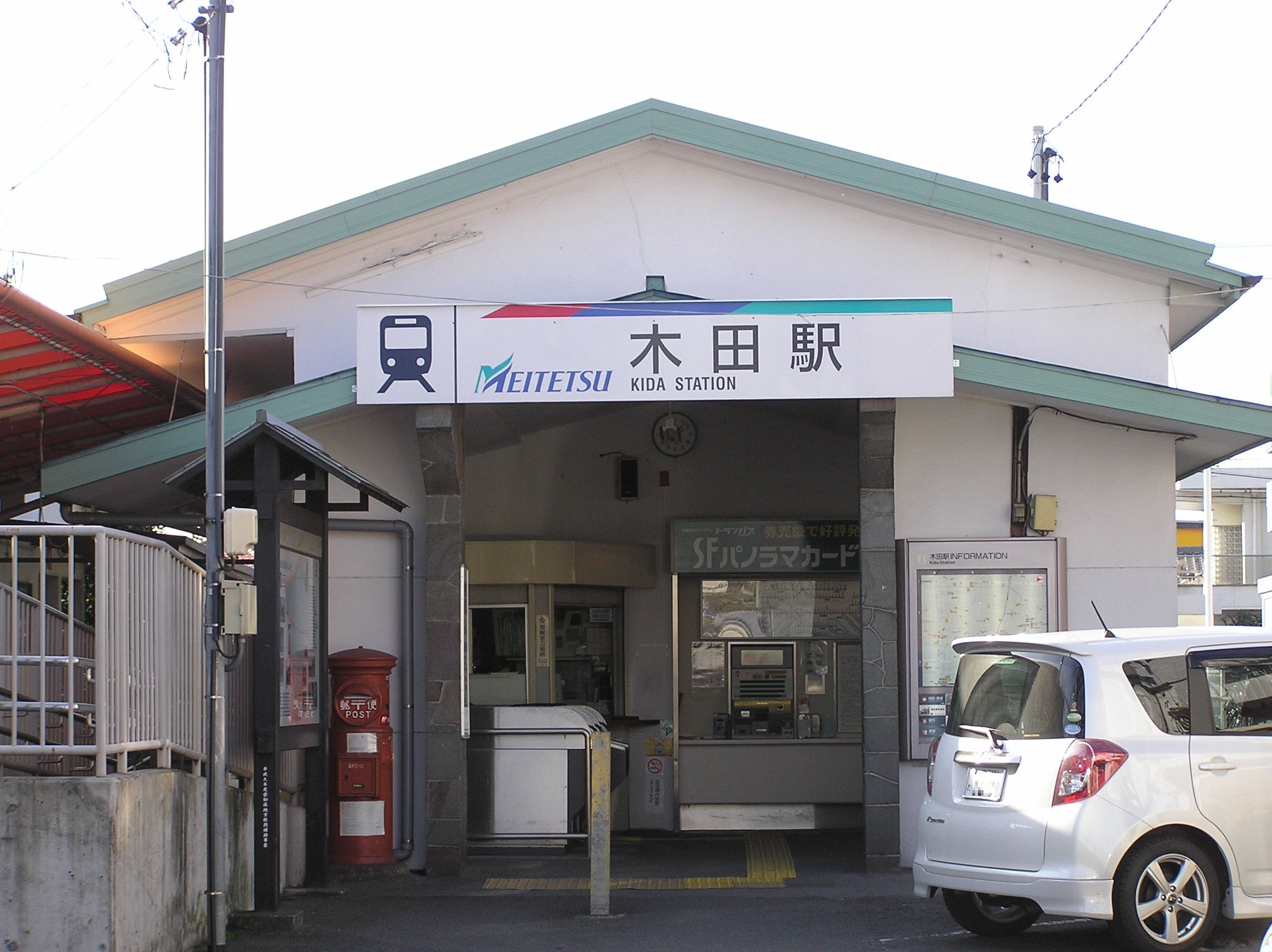
旧駅舎
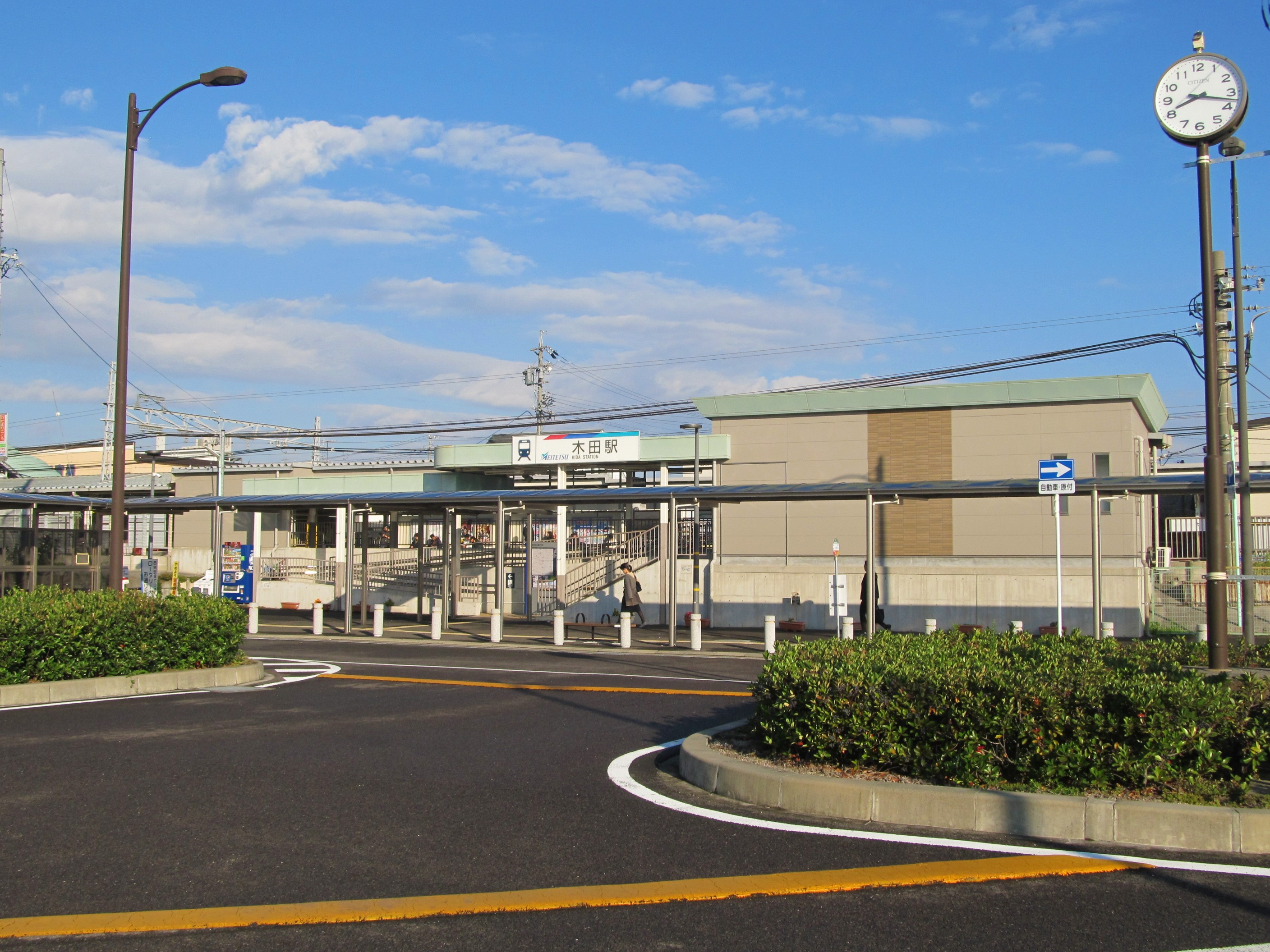
2010年に新設された南改札口

## 駅構造
相対式2面2線ホームを持つ地上駅。駅集中管理システムが導入された無人駅である（管理駅は須ヶ口駅）。2023年12月22日までは終日有人駅で、係員は北改札口に配置されていた。近年まで開業当時の駅舎が現存していたが、2018年（平成30年）に改築された。
北改札口と南改札口があり、それぞれの改札口付近には自動券売機（新規manaca通勤定期乗車券及び継続manaca定期乗車券の購入も可能ではあるが、名鉄ミューズカードでの決済は7:00〜22:00の間に限られる）と自動精算機（ICカードのチャージ等も可能）が1台ずつ設置されている。互いのホームは跨線橋で結ばれている。
ホームは津島方面が6両分、名古屋方面が8両分。
| 番線 | 路線      | 方向 | 行先                         |
| ---- | --------- | ---- | ---------------------------- |
| 1    | TB 津島線 | 下り | 津島・弥富方面               |
| 2    | TB 津島線 | 上り | 須ケ口・名鉄名古屋・金山方面 |

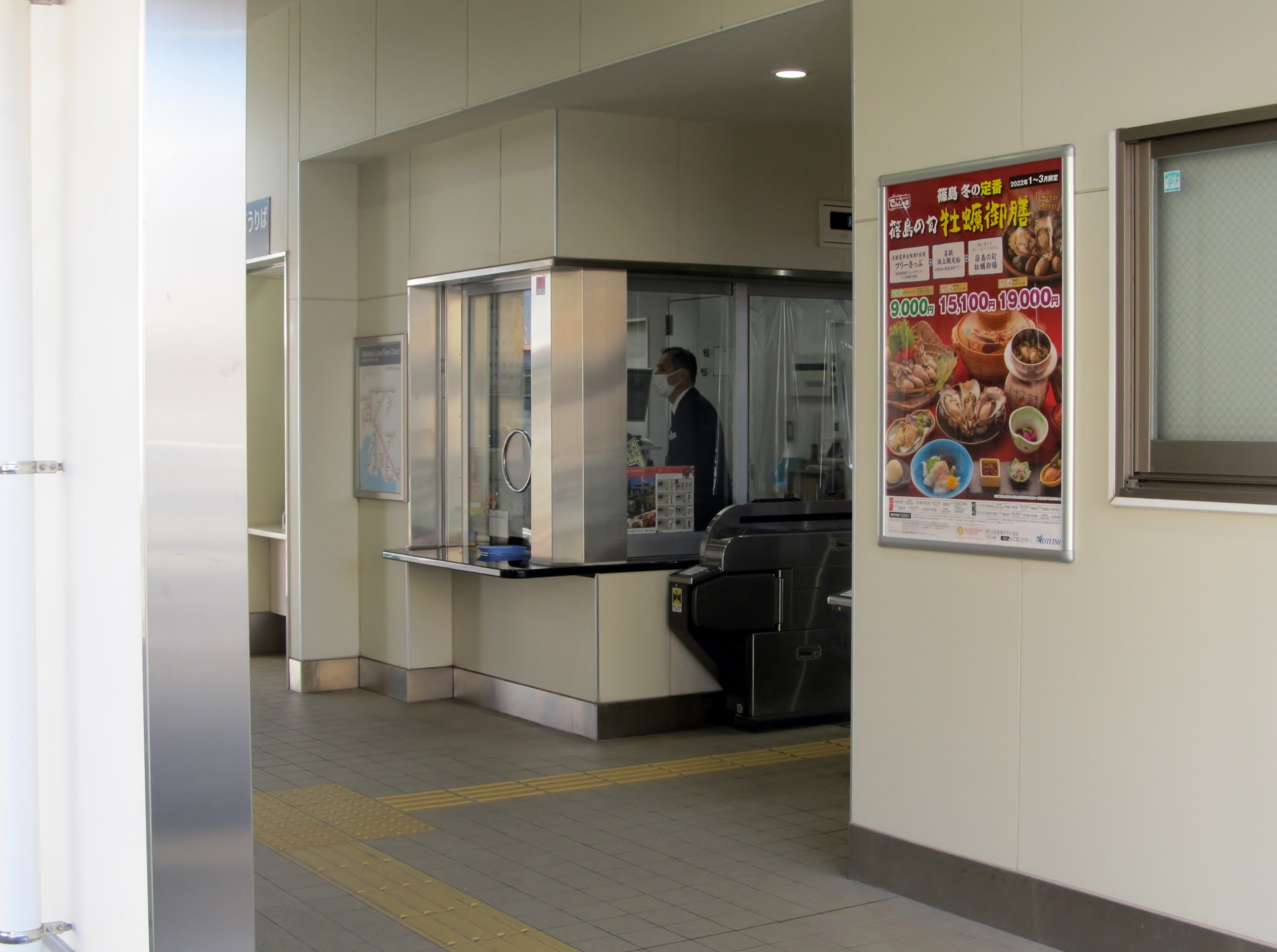
北改札口
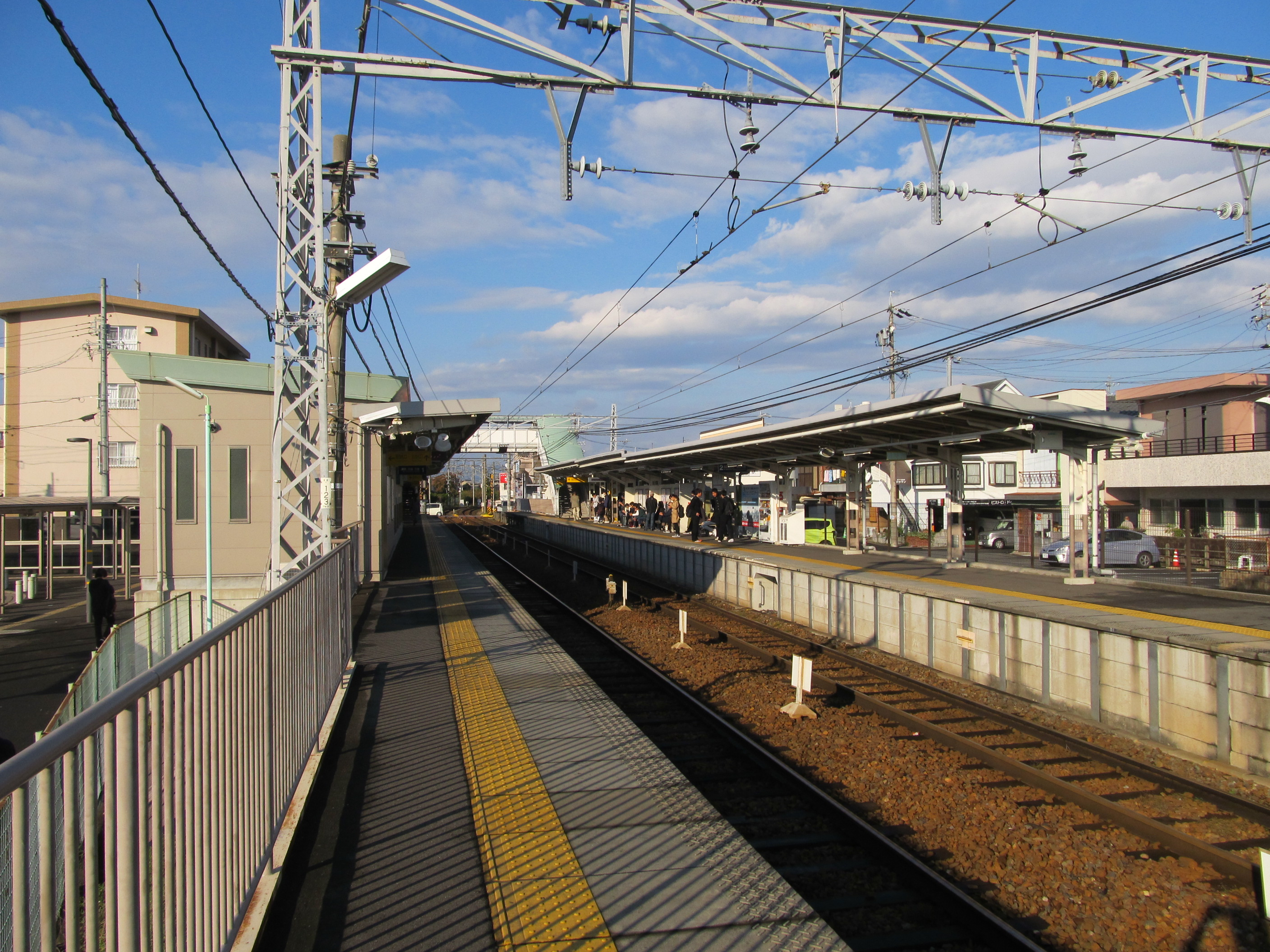
ホーム
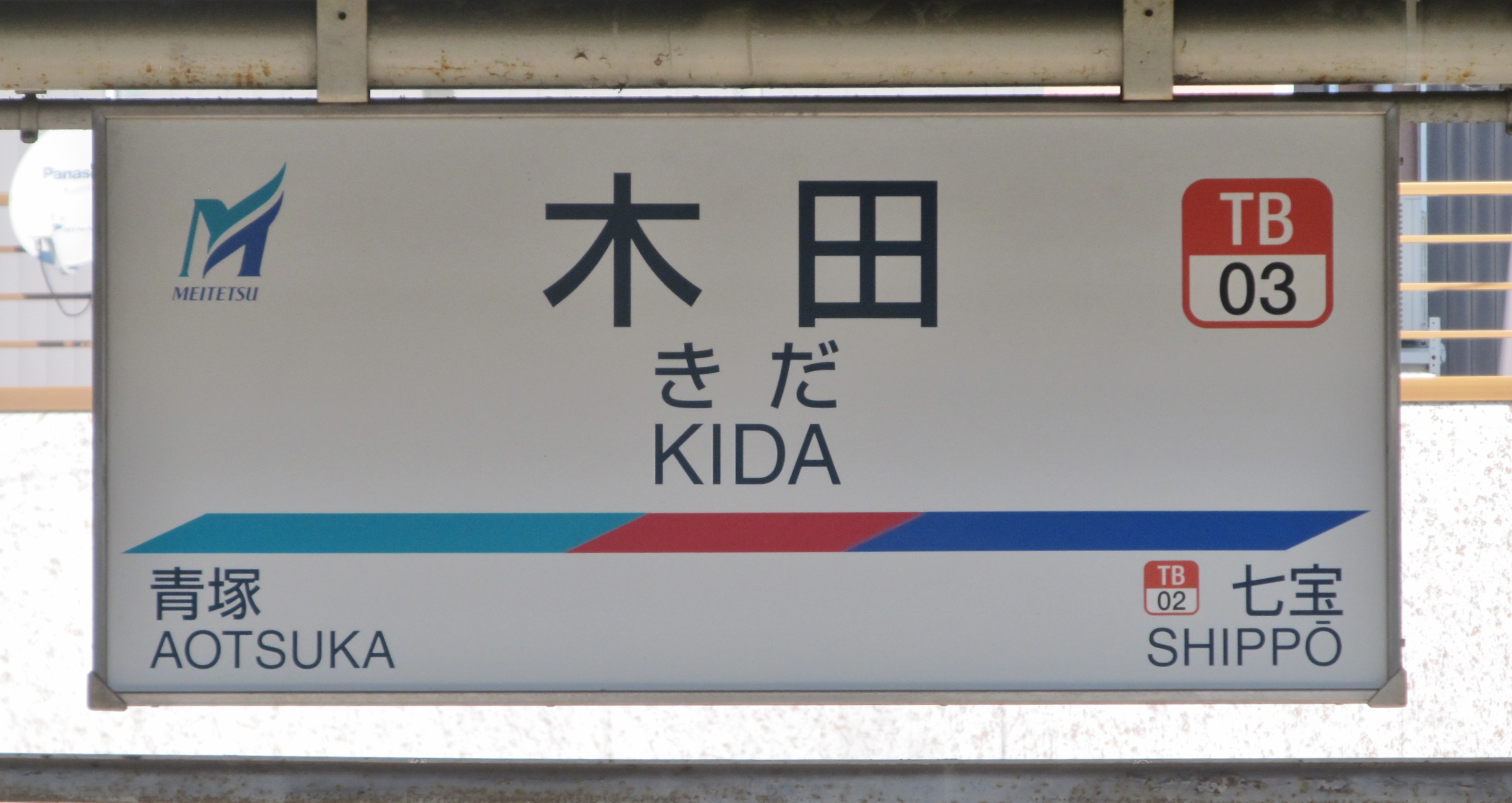
駅名標

### 配線図
| ← 津島・ 弥富方面 | 木田駅 構内配線略図 | → 須ヶ口・ 名古屋方面 |
| 凡例 出典:        |                     |                       |

## 利用状況
- 移動等円滑化取組報告書によると、2020年度の1日平均乗降人員は5,823人であった[11]。
- 『名鉄120年：近20年のあゆみ』によると2013年度当時の1日平均乗降人員は6,682人であり、この値は名鉄全駅（275駅）中58位、津島線（8駅）中4位であった[12]。
- 『名古屋鉄道百年史』によると1992年度当時の1日平均乗降人員は7,856人であり、この値は岐阜市内線均一運賃区間内各駅（岐阜市内線・田神線・美濃町線徹明町駅 - 琴塚駅間）を除く名鉄全駅（342駅）中58位、津島線（8駅）中4位であった[13]。
- 『愛知県統計年鑑』によると2007年度（平成19年度）の1日平均乗車人員は3,232人、平成20年度は3,245人である。

あま市の統計によると、近年の1日平均乗降人員は下表の通りである。
| 年度               | 1日平均 乗降人員 |
| ------------------ | ---------------- |
| 2003年（平成15年） | 6,371            |
| 2004年（平成16年） | 6,291            |
| 2005年（平成17年） | 6,507            |
| 2006年（平成18年） | 6,467            |
| 2007年（平成19年） | 6,483            |
| 2008年（平成20年） | 6,490            |

全列車が停車し、乗車人数は津島線内では津島駅、甚目寺駅、須ヶ口駅に次いで4番目に多い。

## 駅周辺
2010年（平成22年）から駅周辺整備事業に着手し、2015年（平成27年）に木田駅前線が完成、開通した。

### 主な施設
- 旧：あま市役所（旧々・美和町役場）　現在のあま市役所はあま市七宝町沖ノ島に移転
- 愛知県立美和高等学校
- あま市立美和中学校
- あま市立美和小学校
- 美和歴史民俗資料館
- 蟹江川
- ナフコトミダ木田店
- 佐鳴予備校美和校
- 平安会館美和斎場

### バス
- あま市巡回バス：北部・南部巡回ルート

## 隣の駅
名古屋鉄道
TB 津島線
■特急・■急行・■準急
甚目寺駅（TB01） - 木田駅（TB03） - 勝幡駅（TB05）
■普通
七宝駅（TB02） - 木田駅（TB03） - 青塚駅（TB04）